# Liste der Monuments historiques in Le Folgoët
Die Liste der Monuments historiques in Le Folgoët führt die Monuments historiques in der französischen Gemeinde Le Folgoët auf.

## Liste der Bauwerke
| Bezeichnung            | Beschreibung | Standort                 | Kennzeichnung | Schutzstatus | Datum | Bild           |
| ---------------------- | ------------ | ------------------------ | ------------- | ------------ | ----- | -------------- |
| Basilika Notre-Dame    |              | Place de l’Église (Lage) | PA00089953    | Classé       | 1840  | weitere Bilder |
| Kapelle von Gicqueleau |              | (Lage)                   | PA00089952    | Inscrit      | 1975  | weitere Bilder |
| Ehemaliges Priorat     |              | Place de l’Église (Lage) | PA00089954    | Classé       | 1889  | weitere Bilder |

## Liste der Objekte
- Monuments historiques (Objekte) in Le Folgoët in der Base Palissy des französischen Kultusministeriums